# Bassa de Senglars de les Banyadores
La Bassa de Senglars de les Banyadores de Cabrera de Mar es troba al Parc de la Serralada Litoral, la qual és un xic més gran i fonda que la de la Creu del Bei. Es troba al mig del camí que va des de la part alta de la zona d'escalada de les Banyadores fins al turó de Matacabres.
Segons el mapa topogràfic de l'ICGC la bassa és al costat de la Font del Llop.
És ubicada a Cabrera de Mar: des de la Roca de les Tres Piques, continuem pujant 250 metres fins a trobar a l'esquerra el camí que duu al turó de Matacabres. La bassa és al començament d'aquest camí i el pi on es graten els senglars en el camí per on pujàvem. Coordenades: x=448416 y=4599098 z=405.